# Никола Гюмюшев
Никола Тодоров Гюмюшев с псевдоними Гюмюшиян, Даркин, Доркин е български революционер, деец на Върховния македоно-одрински комитет и Вътрешната македоно-одринска революционна организация.

## Биография

### Ранни години
Гюмюшев е в 1876 година в село Долно Райково, тогава в Османската империя, днес квартал на Смолян, България, в семейството на златаря Тодор Бурдев Гюмюшев и Кина Бечева Ракиджиева. Родителите му се преместват в Чепеларе, Княжество България, където Никола учи при Стою Шишков и завършва ІІ клас.

### Във ВМОК
Връща се в Райково, където се отдава на революционна дейност и участва в организираното от ВМОК Горноджумайско въстание в 1902 година в четата на Александър Протогеров. Гюмюшев е единственият родопчанин от Средните Родопи участвал в Горноджумайското въстание.

### Във ВМОРО
След въстанието Гюмюшев е интерниран от българските власти във Варна, където се среща с революционния деец от ВМОРО Владимир Коруев. Двамата се уговарят да възстановят революционния пункт в Чепеларе, но Коруев е отново интерниран в Станимака. Родопските дейци на ВМОРО Пею Шишманов, Стефан Чакъров и Вълко Шишманов се отнасят с недоверие към Гюмюшев като върховист. С писмо от 27 април 1903 година до Христо Караманджуков Коруев и Димитър Щерев искат районното ръководство на ВМОРО да приеме за член Гюмюшев и по настояване на Караманджуков той е приет. След това е четник в ахъчелебийската районна чета на Пею Шишманов. През лятото като войвода на пет души отива да организира централните села, но са предадени в Левочево и обсадени от войска в къщата на Тодор Хвойнев, но успяват с щурм да разкъсат обръча и да се измъкнат.
Гюмюшев участва в Родопския конгрес на ВМОРО на 5 и 6 юли 1903 година, на който е определен за войвода на Трети участък (Устово, Райково, Пашмакли, Хасовица, Писаница, Бостина, Дунево) с помощник Бечо Даракчиев. Гюмюшев смята, че въстанието в Централните Родопи не е добре подготвено и заявява „не е възможно да се вдига въстание без оръжие, без обучена милиция, без производствени запаси“. По време на въстанието му четата му първоначално заема Кральов камен между Чокманово и Райково, след това се разполага в местностите Варадил и Киримска вода, а после се отправя към Райково. Така се опитват да създадат впечатление за големи въстанически сили, съобразно решенията на конгреса на Петрова нива, които предвиждат провеждане в района само на четнически акции и предотвратяване на евентуални изстъпления на башибозука.
Някои от дейците на ВМОРО смятат, че Гюмюшев има за цел да внесе раздор в Организацията. Други направо го обвиняват, че прави два пъти неуспешни опити за убийството на Караманджуков, като първия път загива Гочо Стоянов Ташонкин от Карлуково. Самият Гюмюшев отрича да е опитвал да убие Караманджуков, а убийството на Стоянов нарича грешка, за която съжалява. Някои дейци също така твърдят, че четата на Гюмюшев на практика не прави нищо по време на въстанието освен да стои в Райково, след което се прибира в Свободна България. Гюмюшев вини за отсъствието на бойни действия в района ахъчелебийското ръководство, макар да знае решенията на Конгреса на Петрова нива и на практика сам да ги спазва.

### Отново във ВМОК
През декември 1904 година е изпратен от генерал Иван Цончев да анкетира „разбойническите“ действия в Ахъчелебийско. Пише в „Шангова Вечерна поща“, „Балканска трибуна“ и „Реформи“ с цел да накара правителството да спре „разбойничеството“. След въстанието в 1905 година отново навлиза с чета на Върховния македоно-одрински комитет в Ахъчелебийско с цел да унищожи това „разбойничество“. Много от родопските дейци на ВМОРО отново роптаят срещу пристигането на Гюмюшев като върховист в района. Георги Гешанов на 23 декември 1903 година пише на Пею Шишманов да предотврати навлизането на върховисти в Ахъчелебийско и конкретно на Никола Гюмюшев, Ботушанов, Стефан Калфата и Саракинов.
Гюмюшев, според спомените му, си остава верен на Върховния комитет. Пише възторжено за водача на Върховния комитет генерал Иван Цончев, който си остава негов кумир до края на живота му. Същевременно личи неолояност към дейците на ВМОРО, като пише изключително отрицателно за Христо Караманджуков.

### В Балканската война
| Чета № 21 на МОО с командир Никола Гюмюшев | Чета № 21 на МОО с командир Никола Гюмюшев | Чета № 21 на МОО с командир Никола Гюмюшев | Чета № 21 на МОО с командир Никола Гюмюшев | Чета № 21 на МОО с командир Никола Гюмюшев | Чета № 21 на МОО с командир Никола Гюмюшев |
| Номер                                      | Име                                        | Години                                     | Околия                                     | Селище                                     | Бележка                                    |
| ------------------------------------------ | ------------------------------------------ | ------------------------------------------ | ------------------------------------------ | ------------------------------------------ | ------------------------------------------ |
|                                            | Васил Николов Величков                     | 41                                         | Ахъчелебийска                              | Устово                                     |                                            |
|                                            | Георги Копанаров                           | 48                                         | Разложка                                   | Мехомия                                    |                                            |
|                                            | Димитър Т. Гюмюшев                         | 28                                         | Ахъчелебийска                              | Долно Райково                              | орден „За храброст“ IV степен              |
|                                            | Иван Калайджиев                            | 36                                         | Ахъчелебийска                              | Чокманово                                  |                                            |

В 1912 година Гюмюшев е доброволец в Маседоно-одринското опълчение и е начело на партизанска чета № 21, действаща в Ахъчелебийско. Към четата му се числи и 28-годишният му брат Димитър. Четата действа в Ахъчелебийско, на практика като подразделение на 21-ви пехотен средногорски полк под командването на полковник Владимир Серафимов. Двете чети на Гюмюшев и Никола Данаилов получават заповед от командира на 1-ва дружина на 21-ви полк Георги Долапчиев да овладеят турския пост на Тузлата. Четите настъпват и след мощен огън с пълзене стигат на 50 крачки от поста, който след това превземат с щурм. Така успяват да улеснят превземането на Пашмакли, Райково и Чокманово от 21-ви полк. Четата на Гюмюшев, на брой 60 души, влиза в Смилян, на другия ден в Чамжас и Мочуре, като достига вододела срещу Кюляфтепе. Откъснала се от 21-ви полк и навлязла дълбоко във вражеска територия четата залавя двама пратеници от османския комендант на Габрово с писма до селата Синополе, Катун (Дипотама) и Балабан (Трахони) за мобилизиране на башибозука за настъпление към Пловдив. Писмата са изпратени на бригадния командир полковник Димитър Гешов. Анастас Примовски пише за значението на залавянето на пощата:
| „ | Наред със самоотвержената бран на полковник Вл. Серафимов, за победата над Кавгаджик, не малка заслуга има и четата на Никола Гюмюшев от Райково, Пашмаклийско. Заслугите на Гюмюшевата чета за освобождаването на родния му край са големи и многобройни. Но най-важната заслуга на тая чета е залавянето на хвърчащата поща, което е било от голямо значение за победата на Кавгаджик (връх Средногорец). | “ |

Гюмюшев е произведен в старши подофицер и е награден с кръст „За храброст“ IV степен, а след това от командира на 1/2 бригада с кръст „За храброст“ III степен заедно с 8 негови четници, които получават кръст „За храброст“ IV степен.
По-късно служи в 3-та и 4-та рота на 11-а сярска дружина.
През Първата световна война е командир на 5-и взвод в 4-та рота на 5-и полк на 11-а дивизия, а по-късно е командир на 37-и планински взвод в Моравската военноинспекциионна област. Произведен е във фелдфебел. Награден е от щаба на Моравската военноинспекционна област с кръст „За храброст“ II степен и австрийски Железен кръст IV степен.
След войните се установява да живее в София. Там членува в  Илинденската организация. При частичното освобождение на Македония и Тракия в годините на Втората световна война се мести в Ксанти. На 30 септември 1942 година е избран за председател на настоятелството на Организацията в Ксанти. Член е на настоятелството на подофицерското дружество в Ксанти.
На 10 април 1943 година, като жител на Райково, подава молба за българска народна пенсия, която е одобрена и отпусната от Министерския съвет на Царство България.